# Fryerius aphonoides
Fryerius aphonoides är en insektsart som först beskrevs av Bolívar, I. 1912.  Fryerius aphonoides ingår i släktet Fryerius och familjen syrsor. Inga underarter finns listade i Catalogue of Life.